# 英國駐法國大使館
英國駐法國大使館（英語：Embassy of the United Kingdom, Paris）是大不列顛及北愛爾蘭聯合王國駐法蘭西共和國的外交代表機構，位於法國巴黎第八區，現任英國駐法國大使是梅納·羅林斯。
英國還在波爾多和馬賽設有領事館。